# Kent McCord
Kent Franklin McWhirter (Los Angeles, 26 september 1942), beter bekend onder zijn artiestennaam Kent McCord, is een Amerikaans acteur.

## Filmografie
- Tides of War (2005) als vice-admiraal Sommerville
- Farscape (1999-2003) als Jack Crichton
- Run Ronnie Run (2002) als presentator
- Megiddo: The Omega Code 2 (2001) als onbekende rol
- Woman's Story (2000) als Buckley Warner
- JAG (1998-2000) als kapitein Henry Delario en admiraal Paul Whelan
- Beyond Belief: Fact or Fiction (2000) als generaal Henry "Light-Horse Harry" Lee
- Silk Stalkings (1996-1998) als D.A. Craig Alexander
- Pacific Blue (1997-1998) als Brolin Jorgenson
- Mike Hammer, Private Eye (1997) als Anthony Ropa
- Diagnosis Murder (1997) als detective Tony Stang
- Doomsday Rock (1997) als onbekende rol
- Renegade (1995-1997) als Jack Hendricks
- Dark Skies (1997) als Dick Loengard
- With Criminal Intent (1995) als onbekende rol
- SeaQuest 2032 (1994-1995) als commandant Scott Keller
- Accidental Meeting (1994) als Jack Parris
- Dark Justice (1993) als McKinnon
- Return of the Living Dead 3 (1993) als kolonel John Reynolds
- Illicit Behavior (1992) als Dr. Halperin
- The New Adam-12 (1990-1991) als luitenant Jim Reed
- Murder, She Wrote (1991) als George Harris
- MacGyver (1990) als Novis Riley
- Predator 2 (1990) als kapitein B. Pilgrim
- Nashville Beat (1989) als luitenant Mike Delaney
- Monsters (1989) als Tom Solo
- Unsub (1989) als Alan McWhirter
- The Highwayman (1988) als onbekende rol
- 21 Jump Street (1988) als Tom Hanson Sr.
- Private Eye (1988) als onbekende rol
- J.J. Starbuck (1987) als Martin
- Airplane II: The Sequel (1982) als Unger
- Conquest of the Earth (1981) als kapitein Troy
- Galactica 1980 (1980) als kapitein Troy
- The Love Boat (1980) als Howard Samuels
- Heaven Only Knows (1979) als onbekende rol
- Confessions of the D.A. Man (1978) als onbekende rol
- Telethon (1977) als Tom Galvin
- Pine Canyon Is Burning (1977) als kapitein William Stone
- Baa Baa Black Sheep (1976) (televisieserie), aka Black Sheep Squadron als kapitein Charles W. Dobson
- Marcus Welby, M.D. (1976) als Scott Fritchie
- Adam-12 (1968-1975) als officier Jim Reed
- Sonic Boom (1974) als onbekende rol
- Beg, Borrow, or Steal (1973) als Lester Yates
- Emergency! (1972) als officier Jim Reed
- The D.A. (1971) als officier Jim Reed
- Breakout (1970) als jager
- The Outsider (1968) als Bill Elison
- Dragnet (1967-1968) als officier Jim Reed
- Did You Hear the One About the Traveling Saleslady? (1968) als onbekende rol
- Jigsaw (1968) als onbekende rol
- Shadow Over Elveron (1968) als het vriendje van Jessie
- The Outsider (1967) als officier Dutton
- Ironside (1967) als Kellogg
- The Young Warriors (1967) als luitenant
- The Virginian (1966-1967) als Bill Lee en Hotel Clerk
- Run for Your Life (1966-1967) als politieman en Mike Ramsey
- Pistols 'n' Petticoats (1966) als neef Fred
- Frankie and Johnny (1966) als man in het publiek
- McHale's Navy (1966) als de koerier
- The Adventures of Ozzie and Harriet (1962-1966) als Kent
- Billie (1965) als student
- Girl Happy (1965) als onbekende rol
- John Goldfarb, Please Come Home! (1965) als footballspeler
- The Disorderly Orderly (1964) als verpleger
- Roustabout (1964) als werker
- The Americanization of Emily (1964) als soldaat
- The Lieutenant (1964) als marineofficier
- Viva Las Vegas (1964) als casinopatron
- Seven Days in May (1964) als presidentshulp

- Bibliothèque nationale de France: cb14205305t (data)
- International Standard Name Identifier: 0000 0001 2045 6898
- Library of Congress Control Number: no2011100145
- SNAC: w63x9332
- Système universitaire de documentation: 181794799
- Virtual International Authority File: 171373973
- WorldCat: E39PBJj8T8CYPHX34kCMwchyh3